# Ibraim ibne Sale
Ibraim ibne Sale ibne Ali (em árabe: إبراهيم بن صالح بن علي الهاشمي; romaniz.: Ibrahim ibn Salih ibn Ali; m. 792) foi um membro dos Banu Abas que serviu como governador de várias províncias na Síria e do Egito no final do século VIII.

## Vida
Ibraim era filho de Sale ibne Ali, um comandante militar que participou da conquista da Síria e do Egito durante a Revolução Abássida e mais tarde tornou-se governador de ambas as regiões. Como membro do Banu Abas, era primo de primeiro grau dos dois primeiros califas abássidas Açafá (r. 750–754) e Almançor (r. 754–775), e também era genro ao terceiro califa Almadi (r. 775–785) em virtude de seu casamento com a filha deste último, Abaça binte Almadi. Em 781, foi nomeado por Almadi como governador do Egito, com jurisdição sobre os assuntos militares e financeiros da província. Durante sua administração, um certo Diá ibne Muçabe, descendente do omíada Abedalazize ibne Maruane, lançou uma revolta anti-impostos no Alto Egito e proclamou-se califa. Ibraim aparentemente teve uma resposta indiferente ao caso, e em pouco tempo grande parte do Alto Egito caiu sob o controle de Diá. Como resultado de seu fracasso em eliminar o rebelde, o irado Almadi o removeu do cargo em 784, e seus assistentes foram forçados a entregar uma multa de 300 000 dinares a seu sucessor Muça ibne Muçabe Alcatami antes que pudesse retornar a Baguedade.
Durante a década de 780, ocupou vários cargos de governo na antiga base de poder de seu pai na Síria. Já em 780, é mencionado como sendo governador da Palestina, e no final do reinado de Almadi era responsável pelos distritos de Damasco e Jordânia. Sob Alhadi (r. 785–786), foi mantido nessas posições e também recebeu Chipre e Jazira. Após a ascensão de Harune Arraxide, perdeu seus cargos, mas em 788 foi restaurado ao governo de Damasco. Nesse tempo, foi forçado a lidar com um conflito violento que estourou entre as tribos caicitas e iemenitas da região. Acabou conseguindo negociar uma trégua entre as duas facções em 791, após a qual liderou uma delegação de axerafes sírios para se encontrar com o califa no Iraque. Apesar de seus esforços, no entanto, a cessação das hostilidades teve vida curta, pois a rebelião de Abu Alhaidame estourou logo após sua saída da província. Morreu em 792, pouco depois de ter sido nomeado governador do Egito pela segunda vez.